# La vergine del faro
La vergine del faro è un film muto italiano del 1924 diretto da Telemaco Ruggeri.